# Osini
Osini (sardinsky: Osìni) je italská obec (comune) v provincii Nuoro v regionu Sardinie. Nachází se ve výšce 645 metrů nad mořem a má 709 obyvatel. Rozloha obce je 39,81 km².